# Erik Huss

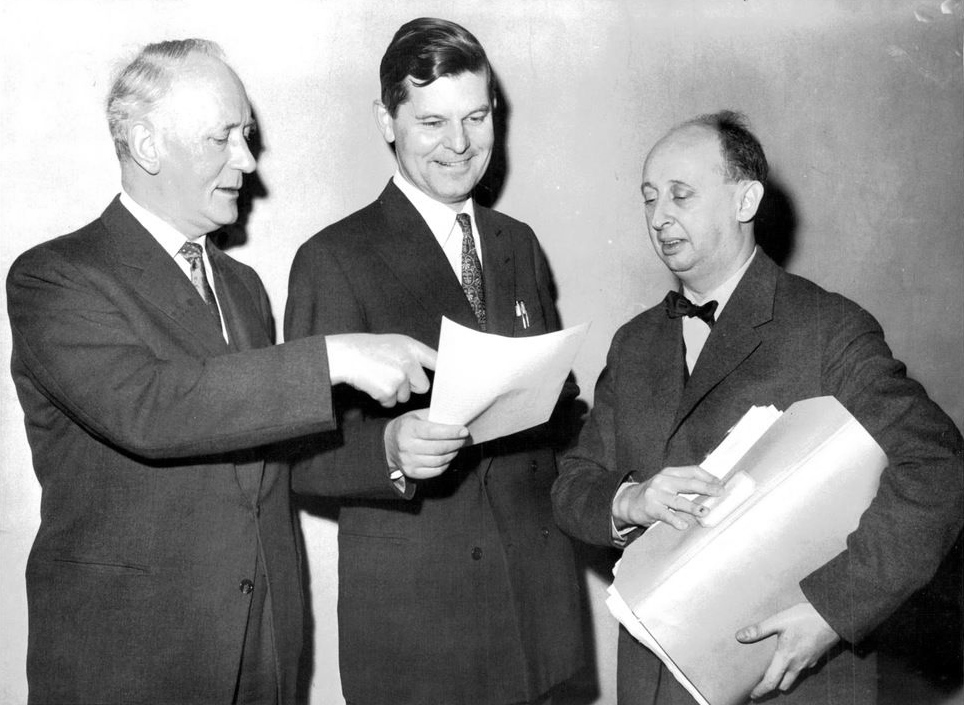
Erik Huss diskuterar Stockholms skatt med Einar Nilsson (till vänster) och Hjalmar Mehr (till höger), 1957.

Erik Johan Huss, född 23 juli 1913 på Kungsholmen i Stockholm, död 2 mars 2010 i S:t Görans församling i Stockholm, var en svensk politiker (folkpartist) och landshövding.
Huss blev jur.kand. i Stockholm 1938, finansborgarråd i Stockholms stad 1954–1958, kulturborgarråd 1958–1959. VD för Sundsvallsbanken 1960–1961, för Dagens Nyheter AB och AB Expressen 1961–1971, landshövding i Göteborgs och Bohus län 1971–1978, statsråd och chef för industridepartementet (industriminister) 1978–1979. Efter storpolitiken hade Huss styrelseuppdrag i göteborgska nämnder och stiftelser, exempelvis Charles Felix Lindbergs donationsfond, från och med 1986.
Som hans andliga lärofäder angav Svensk tidskrift Otto Järte och folkpartisten Yngve Larsson.

## Familj
Erik Huss var son till generaldirektör Gunnar Huss och Alfhild Huss, född Nord. Han var gift 1938–1952 med fil. kand. Ann Marie Hedenius, som var dotter till professor Israel Hedenius och Anna Hedenius, född Bergh, och gifte sig andra gången 22 augusti 1952 med Britta Allvin (1919–1992) i hennes andra giftermål; hon var dotter till poststationsföreståndaren Harry Allvin och Eva Allvin, född Johanson. Huss blev sambo 1993 med fil. mag. Kerstin Johnsson (född 1929). Han är gravsatt på Norra begravningsplatsen utanför Stockholm.

## Utmärkelser
- 1974 –  Kommendör av första klass av Nordstjärneorden, 6 juni 1974.[7]
- 1979 – Göteborgs stads förtjänsttecken

### Fotnoter
1. ↑  "Erik Huss, Stockholm", Sydsvenskan 9 mars 2010
2. ↑  Göteborgs kommunalkalender 1987, sid 360. Utgiven av Göteborgs stadskansli, tryck: Goterna, Kungälv 1987, ISSN 0280-8803
3. ↑  Svensk Tidskrift, 31 december 1967
4. ↑  The Royal Bachelors' Club 1769-1994 : Jubileumsskrift, Royal Bachelors' Club (Göteborg) & Ulf Andersson, Göteborg 1994. "Biografisk matrikel", s. 302
5. ↑  Vem är det : Svensk biografisk handbok 2007, huvudred. Ann Moen, Nationalencyklopedin, Malmö 2006 ISBN 91-975132-7-X ISBN 978-91-975132-7-2, s. 276
6. ↑  ”Huss, Erik Johan”. SvenskaGravar.se. https://www.svenskagravar.se/gravsatt/62ae775f-2737-4fd9-bdd2-e7d32162b7ec. Läst 26 juni 2025.
7. ↑  Kungl. Hovstaterna: Kungl. Maj:ts Ordens arkiv, Matriklar (D 1), vol. 14 (1970–1979), p. 196, digital avbildning.